# Ludwików (Teresin)
Ludwików [ludˈvikuf] est un village polonais de la gmina de Teresin dans le powiat de Sochaczew et dans la voïvodie de Mazovie.
Il est situé approximativement à 17 kilomètres à l'est de Sochaczew, et à 37 kilomètres à l'ouest de Varsovie.
Le village a une population de 140 habitants.